# 就讓這大雨全都落下 (容祖兒歌曲)
〈就讓這大雨全都落下〉是中國大陸唱作人汪蘇瀧與香港歌手容祖兒合作的國語單曲，由容祖兒演唱、汪蘇瀧操刀詞曲創作。該歌曲作為汪蘇瀧概念創作集《聯名》的首支單曲，於2022年7月21日由大象音樂數位發行。

## 獎項
2023年4月21日，歌曲〈就讓這大雨全都落下〉獲得QQ音樂巅峰榜2023年第一季度「十大巅峰单曲」。2023年8月10日，歌曲〈就讓這大雨全都落下〉獲得騰訊音樂榜「白金單曲」認證。2024年9月19日，歌曲〈就讓這大雨全都落下〉獲得騰訊音樂榜「雙白金單曲」認證。

## 現場表演
2022年12月18日，汪蘇瀧於海南海口「城市派對音樂節」首次現場演唱歌曲〈就讓這大雨全都落下〉，此後作為數個戶外音樂節表演的常規曲目。2023年4月，容祖兒於澳門新濠影匯綜藝館舉辦駐埸演唱會「Eternity」，第一階段持續四個周末，共8場演出，歌曲〈就讓這大雨全都落下〉作為該系列個唱的固定曲目，巨型雨幕投影為該歌曲的專屬舞台設計。2023年4月28日，汪蘇瀧與容祖兒於浙江衛視《天赐的声音第四季》第一期競演中首次合作演唱該歌曲的全新編曲版本。